# Kenia Lechuga
Kenia Vanessa Lechuga Alanís, född 26 juni 1994, är en mexikansk roddare.

## Karriär
Lechuga tävlade för Mexiko vid olympiska sommarspelen 2016 i Rio de Janeiro, där hon slutade på 12:e plats i singelsculler. Vid olympiska sommarspelen 2020 i Tokyo slutade Lechuga på fjärde plats i C-finalen i singelsculler, vilket var totalt 16:e plats i tävlingen.
I september 2023 tog Lechuga silver i lättvikts-singelsculler vid VM i Belgrad, vilket var Mexikos första medalj genom tiderna i ett rodd-VM.